# Nicolas-Born-Preis

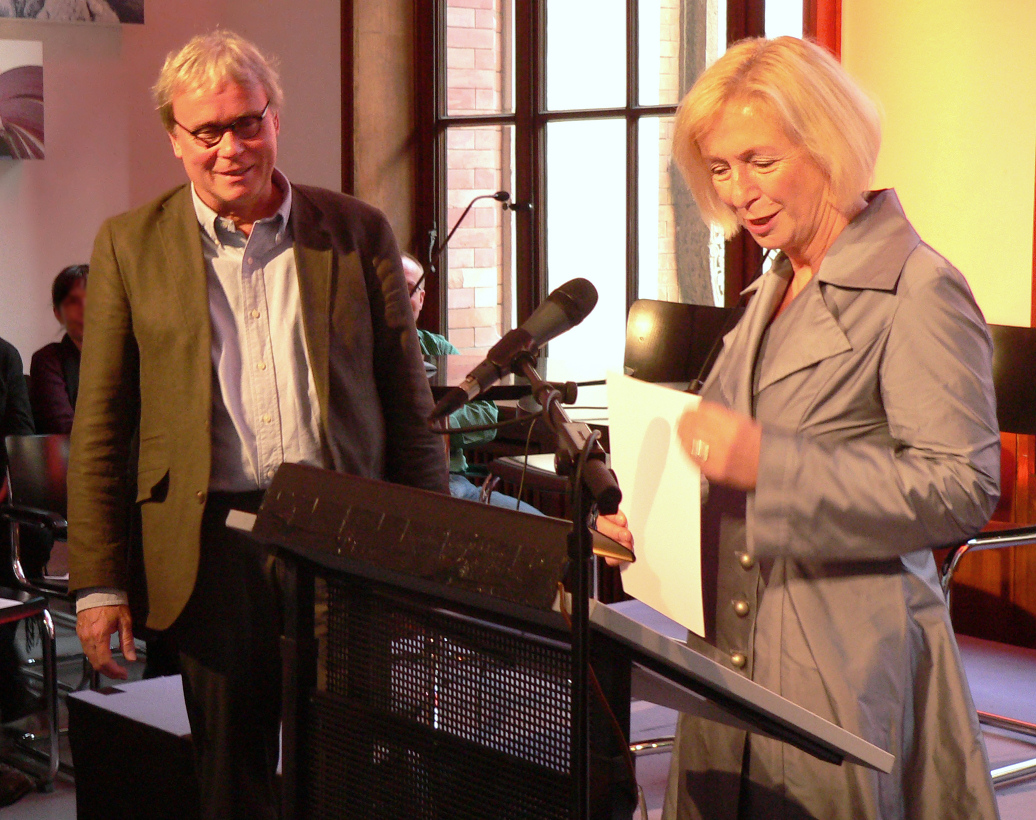
Preisvergabe 2011 an Peter Waterhouse durch die damalige niedersächsische Ministerin für Wissenschaft und Kultur Johanna Wanka im Künstlerhaus Hannover

Der Nicolas-Born-Preis des Landes Niedersachsen ist ein Literaturpreis, der seit dem Jahre 2000 zu Ehren des Schriftstellers Nicolas Born verliehen wird. Mit ihm werden herausragende deutschsprachige Autoren aus Deutschland, Österreich und der Schweiz ausgezeichnet. Die Auszeichnung nimmt das Niedersächsische Ministerium für Wissenschaft und Kultur vor.

## Beschreibung
Die Vergabe der Preise erfolgt auf Empfehlung einer Fachkommission. Sie werden vom Niedersächsischen Minister für Wissenschaft und Kultur überreicht. Die Ehrungen der Preisträger fanden an verschiedenen Orten Niedersachsens und 2015 in Berlin statt.
Die Auszeichnung ging aus dem ehemaligen Kunstpreis des Landes Niedersachsen für Literatur hervor, der seit 1979 vergeben wurde. Dieser bestand zunächst aus Stipendien für bereits anerkannte Schriftsteller und Förderungen für Nachwuchsschriftsteller, bis die Vergabe sich ab 1995 auf den Hauptpreis mit 15.000 Euro und den Förderpreis mit 10.000 Euro konzentrierte. 
Im Jahre 2014 wurde die Verleihung des Nicolas-Born-Preises wegen seiner Neuausrichtung ausgesetzt. Bis dahin wurden mit dem Preis „herausragende Schriftsteller mit Bezug zu Niedersachsen“ ausgezeichnet. Seit 2015 ist der Hauptpreis mit 20.000 Euro dotiert. Der weiterhin mit 10.000 Euro dotierte Förderpreis, der seit 2015 Debütpreis heißt, wird an Autoren verliehen, die am Anfang ihres literarischen Schaffens stehen. Seit 2020 wird die Auszeichnung alle zwei Jahre im Wechsel mit dem 2019 erstmals vergebenen Walter Kempowski Preis für biografische Literatur verliehen.

## Künstlerstipendien und Kunstpreis des Landes Niedersachsen für Literatur 1979 bis 1999
- 1979: Hans-Joachim Haecker, Greta Schoon, Hansjürgen Weidlich
- 1980: Sigrid Brunk, Heinrich Schmidt-Barrien, Hannelies Taschau, Guntram Vesper, Traute Brüggebors, Günter Müller, Johann P. Tammen
- 1981: Hannsferdinand Döbler, Gerlind Reinshagen, Rudolf Otto Wiemer, Konstanze Radziwill, Alban Nikolai Herbst, Ronald Schernikau
- 1982: Hugo Dittberner, Erna Donat, Kurt Morawietz, Wolfgang Bittner, Achim Bröger
- 1983: Oswald Andrae, Hans-Jürgen Fröhlich, Heinrich Goertz, Wolfgang Eschker, Manfred Hausin
- 1984: Georg Oswald Cott, Erich Loest, Adam Seide, Heinz Kattner
- 1985: Friedrich-Wilhelm Korff, Dieter P. Meier-Lenz, Klaus Stadtmüller, Sybil Wagener
- 1986: Chris Bezzel, Uwe Friesel, Holdger Platta, Karsten Sturm
- 1987: Gudula Budke, Anne Duden, Rolf Bier, Herbert Günther
- 1988: Jörn Ebeling, Johann P. Tammen, Angela Hoffmann, Hans Pleschinski
- 1989: Klaus Modick, Paul Narwal, Wolfgang Rischer, Birgit Kempker
- 1990: Hans Georg Bulla, Wolfgang Hegewald, Werner Kraft, Volkhard App
- 1991: Burckhard Garbe, Manfred Hausin, Heinz Kattner, Livius Pundsack
- 1992: Jutta Sauer, Holger Schwenke, Oskar Ansull, Lutz Flörke
- 1993: Achim Bröger, Klaus Stadtmüller, Achim Amme

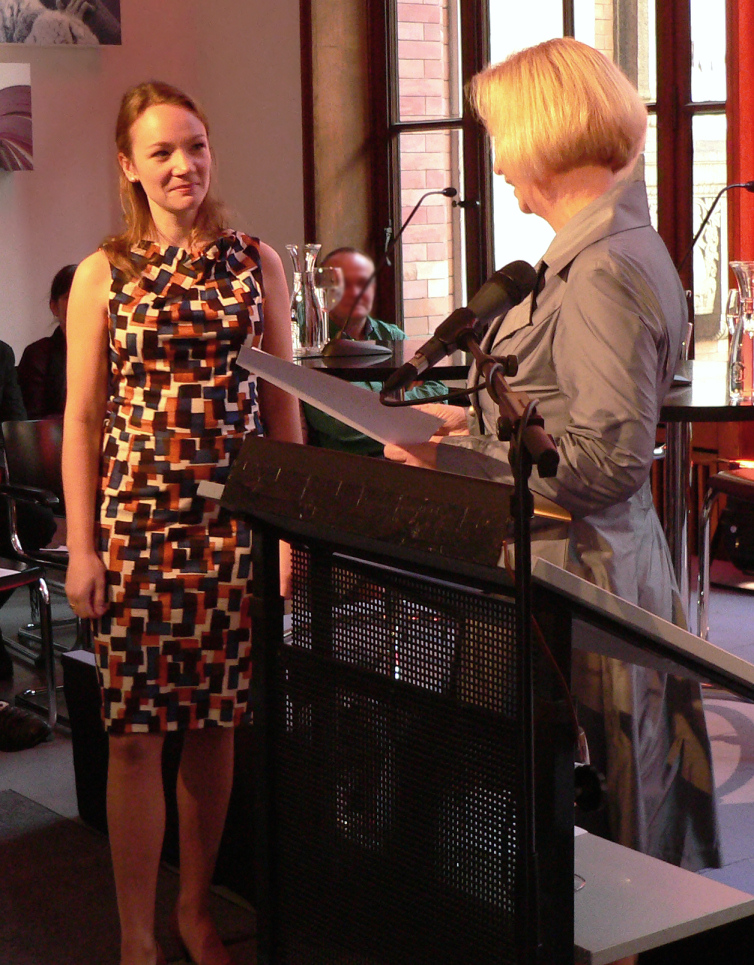
Übergabe des Förderpreises 2011 an Sabrina Janesch

- 1994: nicht vergeben
- 1995: Hannelies Taschau
- 1996: Johann P. Tammen
- 1997: Gerlind Reinshagen
- 1998: Christian Geissler
- 1999: Anne Duden

## Preisträger ab 2000
- 2000: Adam Seide, Förderpreise Henning Ahrens und Jan Peter Bremer
- 2001: Jan Philipp Reemtsma, Förderpreise Frank Schulz und Kirsten John
- 2002: Walter Kempowski, Förderpreis Matthias Jendis
- 2003: Peter Rühmkorf, Förderpreis Mariana Leky
- 2004: Felicitas Hoppe, Förderpreis Franziska Gerstenberg
- 2005: Klaus Modick, Förderpreis Jörg W. Gronius
- 2006: John von Düffel, Förderpreis Paul Brodowsky
- 2007: Hanns-Josef Ortheil, Förderpreis Rabea Edel
- 2008: Hans Pleschinski, Förderpreis Finn-Ole Heinrich
- 2009: Henning Ahrens, Förderpreis Thomas Klupp
- 2010: Gerd-Peter Eigner, Förderpreis Leif Randt
- 2011: Peter Waterhouse, Förderpreis Sabrina Janesch
- 2012: Jan Peter Bremer, Förderpreis Jan Brandt
- 2013: Gerhard Henschel, Förderpreis Florian Kessler
- 2014: Keine Verleihung wegen Neuausrichtung
- 2015: Lukas Bärfuss,[2] Debütpreis Daniela Krien[3]
- 2016: Ulrike Draesner, Debütpreis Joachim Meyerhoff[4]
- 2017: Franzobel, Debütpreis Julia Wolf[5][6]
- 2018: Christoph Ransmayr, Debütpreis Lisa Kreißler[7]
- 2020: Judith Schalansky, Debütpreis Thilo Krause[8]
- 2022: Dorothee Elmiger, Debütpreis Yade Yasemin Önder
- 2024: Maxim Biller, Debütpreis Charlotte Gneuß[9]

## Sonstiges
Neben dem Nicolas-Born-Preis werden vom Land Niedersachsen im kulturellen Bereich Preise für Musik (Praetorius Musikpreis) und Bildende Kunst (Niedersächsischer Kunstpreis) mit ihren jeweiligen Förderpreisen sowie der
Niedersächsische Staatspreis vergeben.